# 니콜라스 네그로폰테

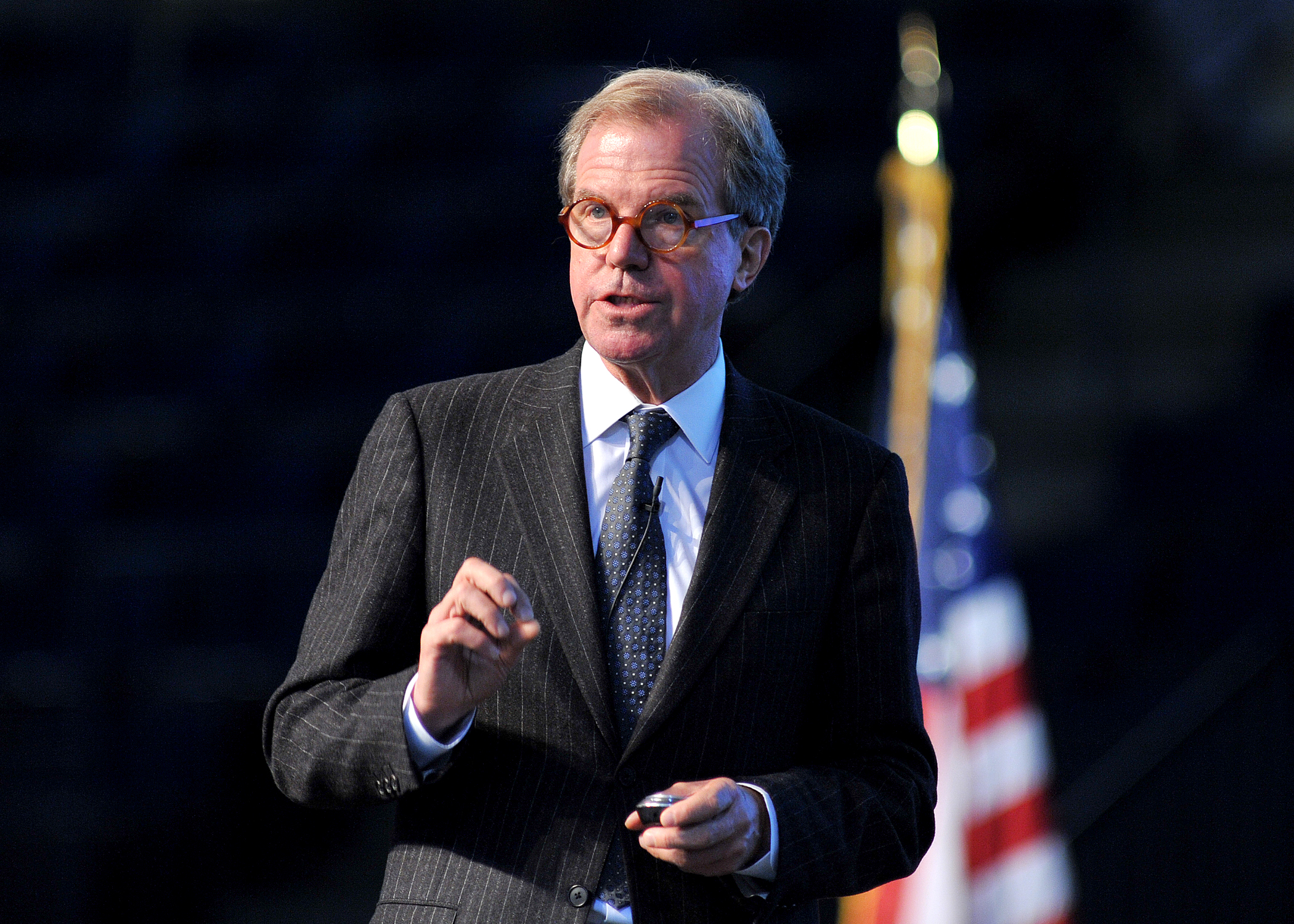
니콜라스 네그로폰테

니콜라스 네그로폰테(Nicholas Negroponte, 1943년 12월 1일 ~ )는 그리스계 미국인 컴퓨터 과학자로, MIT 미디어 랩의 설립자이자 디렉터로 잘 알려져 있다. 90년대 중후반 한국어로도 번역되어 베스트셀러가 된 《디지털이다(Being Digital)》의 저자이기도 하다.
그의 카리스마와 미래 기술에 전망으로 기업체들의 지원을 미디어 랩으로 끌어 모으는 데에도 일가견이 있는 것으로 유명하다. 그의 형 존 네그로폰테는 미국 외교관이며 전직 미국 국가정보국(DNI) 국장, 현직 미국 국무부 부장관이다.
뉴욕시에서 그리스인 선주의 아들로 태어난 네그로폰테는 MIT에서 공부하였으며, 그곳에서 CAD 분야에 대한 대학원 연구를 했다. 1966년에는 MIT 교수진에 합류했다. 이후 몇 년간은 MIT에서의 강의와 함께 예일 대학과 캘리포니아 대학 버클리의 방문교수도 겸임한다.
1968년 컴퓨터 인터페이스에 대한 새로운 시도들에 대해 연구를 위한 복합연구소 겸 싱크탱크인 MIT 아키텍처 머신 그룹을 만든다.
1985년에는 드디어 MIT 미디어 랩을 탄생시키고, 이 연구소는 많은 지원을 보장하는 유명한 연구소로 발전한다. 연구소에서는 컴퓨터 인터페이스와 새로운 미디어에 대한 첨단연구들이 진행되었다.
1992년 네그로폰테는 잡지 와이어드의 창간에 소규모 투자자로 참여하게 된다. 1993년부터 1998년까지 이 잡지에 월간 컬럼을 연재하며 "아톰이 아닌, 비트를 움직이라"는 그의 신조를 다양한 각도에서 제시한다.
이러한 자신의 생각을 확장하고 모아서 1995년에는 디지털이다 (Being Digital)을 출간한다. 책에서 그는 최근 미디어 기술의 역사를 되짚어보면서 이제는 모두가 동감하는 상호작용의 세계와 연예 세계, 정보 세계가 결국 하나로 합쳐질 것이라는 예언을 하고 있다.
디지털이다는 베스트셀러가 되었으며 20여개국어로 번역되었다. 그러나 비평가들은 그가 기술과 같은 수준으로 고려되었어야 할 역사적, 정치적, 문화적 현실을 제대로 반영하지 못했다고 그의 기술유토피아적인 예언을 꼬집었다.
이어진 닷컴신화의 붕괴와 함께 그의 책은 금세 그 현재성을 잃었다. 그러나 그의 책은 저자의 독특한 시각과 남아있는 가능성들에 대한 영감으로 차 있어 많은 독자들에게 아직도 유효하다.

## 참고자료
- Negroponte, N. (1995). Being Digital. Knopf.  (Paperback edition, 1996, Vintage Books, ISBN 0-679-76290-6)
- 네그로폰테 (1995년) 디지털이다 (커뮤케이션북스, ISBN 89-86099-03-9)
- 이구형 역, '네그로폰테이다' (1998.04.01) (커뮤니케이션북스, ISBN : 8986099438)

## 같이 보기
- 100달러 노트북
- OLPC